# رج پارنل
رجینالد هارولد هسلام پارنل (انگلیسی: Reginald Harold Haslam Parnell؛ زادهٔ ۲ ژوئیهٔ ۱۹۱۱ در داربی، داربی‌شر، درگذشتهٔ ۷ ژانویهٔ ۱۹۶۴ در داربی، داربی‌شر) رانندهٔ مسابقات اتومبیل‌رانی اهل بریتانیا بود که از فصل ۱۹۵۰ تا ۱۹۵۲، و دوباره در فصل ۱۹۵۴ در مجموع در هشت گراند پری از مسابقات جهانی فرمول یک شرکت کرد.
او در طول دوران فعالیت خود در فرمول یک، ۱ بار بر روی سکو رفت و ۹ امتیاز را به نام خود به‌ثبت رساند.
پارنل در ۷ ژانویه ۱۹۶۴ بر اثر التهاب صفاق پس از اشتباه در عمل جراحی آپاندیس در داربی، داربی‌شر درگذشت.